# Keldon Johnson
Keldon Wilder Johnson (Chesterfield, Virginia, 11 de octubre de 1999) es un baloncestista estadounidense que pertenece a la plantilla de los San Antonio Spurs de la NBA. Con 1,96 metros de estatura, ocupa la posición de alero.

## Trayectoria deportiva

### High school
Asistió a la escuela de secundaria Oak Hill Academy en Mouth of Wilson, Virginia. En su temporada sénior promedió 22,1 puntos, 6,8 rebotes y 4,4 asistencias por partido. Al término de la temporada, fue seleccionado para disputar los prestigiosos McDonald's All-American Game, donde logró 8 puntos y 3 rebotes, Jordan Brand Classic y Nike Hoop Summit.

### Universidad
Jugó una temporada con los Wildcats de la Universidad de Kentucky, en la que promedió 13,5 puntos, 5,9 rebotes y 1,6 asistencias  por partido, Fue elegido novato del año de la Southeastern Conference, e incluido por los entrenadores en el segundo mejor quinteto de la conferencia.
Al término de la temporada anunció que se presentaría al Draft de la NBA, renunciando a las tres que le restaban.

#### Estadísticas
| Año     | Equipo   | PJ | PT | MPP  | %TC  | %3P  | %TL  | RPP | APP | ROB | TPP | PPP  |
| ------- | -------- | -- | -- | ---- | ---- | ---- | ---- | --- | --- | --- | --- | ---- |
| 2018–19 | Kentucky | 37 | 36 | 30.7 | .463 | .381 | .703 | 5.9 | 1.6 | .8  | .2  | 13.5 |

### Profesional
Fue elegido en la vigésimo novena posición del Draft de la NBA de 2019 por San Antonio Spurs. Debutó el 22 de noviembre de 2019 ante Philadelphia 76ers, disputando 2 minutos.
Durante su segunda temporada consiguió la titularidad, el 1 de enero de 2021 anotó 26 puntos ante Los Angeles Lakers y el 14 de enero, su récord personal hasta el momento, con 29 puntos ante los Rockets. El 20 de marzo, ante Cleveland Cavaliers, registró 23 puntos y 21 rebotes (récord personal) siendo el primer jugador de los Spurs en conseguir un 20+20 desde Tim Duncan en 2013.
El 15 de julio de 2022 acuerda una extensión de contrato con los Spurs por cuatro años y $80 millones.
El 17 de enero de 2023 anota 36 puntos en la victoria de los Spurs por 106-98 ante los Brooklyn Nets, su máxima cifra anotadora en la liga hasta el momento.
Antes del inicio de su cuarta temporada con los Spurs, a finales de septiembre de 2022, sufre una dislocación del hombro.

### Selección nacional
En verano de 2021, fue parte de la selección absoluta estadounidense que participó en los Juegos Olímpicos de Tokio 2020, que ganó la medalla de oro.

## Estadísticas de su carrera en la NBA

### Temporada regular
| Año     | Equipo      | PJ  | PT  | MPP  | %TC  | %3P  | %TL  | RPP | APP | ROB | TPP | PPP  |
| ------- | ----------- | --- | --- | ---- | ---- | ---- | ---- | --- | --- | --- | --- | ---- |
| 2019-20 | San Antonio | 17  | 1   | 17.7 | .596 | .591 | .795 | 3.4 | .9  | .8  | .1  | 9.1  |
| 2020-21 | San Antonio | 69  | 67  | 28.5 | .479 | .331 | .740 | 6.0 | 1.8 | .6  | .3  | 12.8 |
| 2021-22 | San Antonio | 75  | 75  | 31.9 | .466 | .398 | .756 | 6.1 | 2.1 | .8  | .2  | 17.0 |
| 2022-23 | San Antonio | 63  | 63  | 32.7 | .452 | .329 | .749 | 5.0 | 2.9 | .7  | .2  | 22.0 |
| 2023-24 | San Antonio | 69  | 27  | 29.5 | .454 | .346 | .792 | 5.5 | 2.8 | .7  | .3  | 15.7 |
| 2024-25 | San Antonio | 77  | 0   | 23.9 | .482 | .318 | .773 | 4.8 | 1.6 | .6  | .3  | 12.7 |
| Total   | Total       | 370 | 232 | 28.6 | .467 | .352 | .762 | 5.4 | 2.2 | .7  | .3  | 15.6 |